# Північна Україна

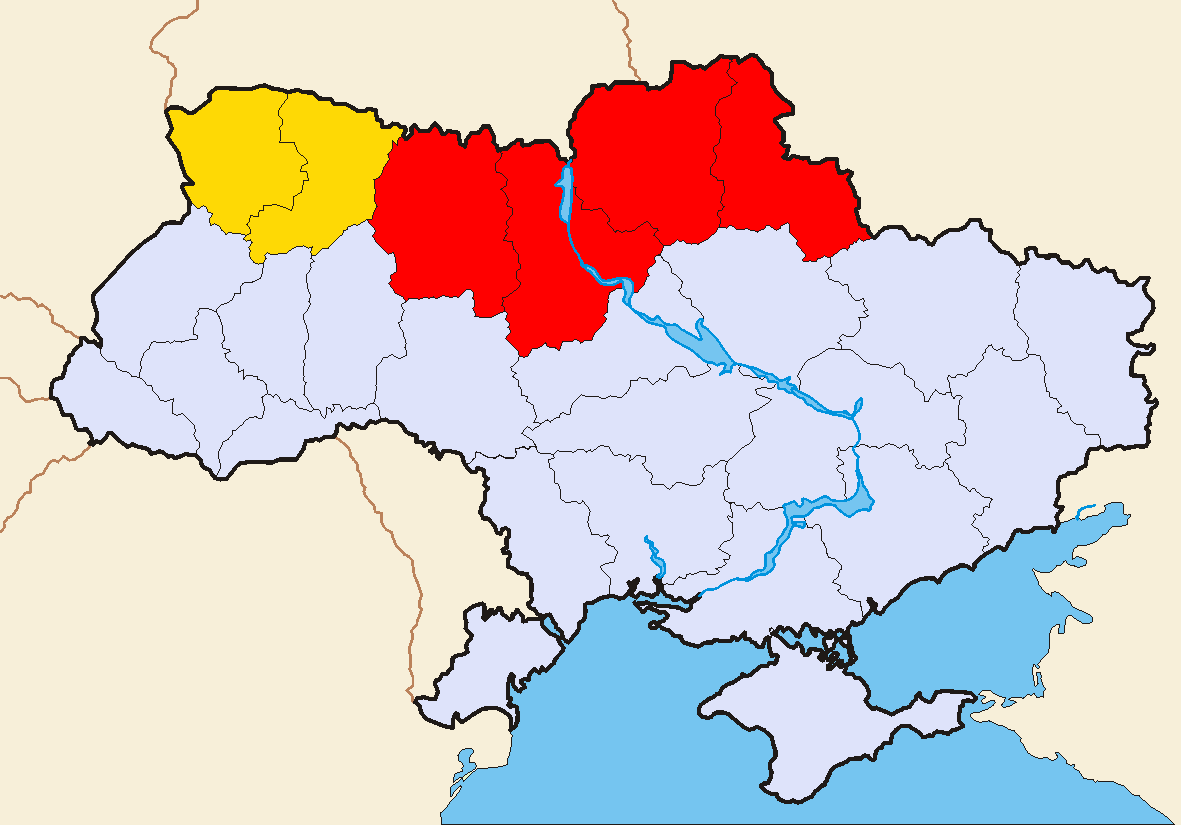
Області, які зараховують до півночі України:
завжди
рідко

Півні́чна Украї́на — культурно-історичний регіон України, до складу якого входять Житомирська, Київська (разом з м. Київ), Чернігівська часто Сумська області, а також іноді Волинська та Рівненська області.

## Склад
Північна України має в себе такі області:
- Житомирська область
- Київська область
- Чернігівська область
- Сумська область

Рідко до поняття «Північна України», крім зазначених вище областей, зараховують Волинську та Рівненську області.

У північній частині України розташована її Південно-Західна залізниця, назва якої є пам'яткою про колишнє колоніальне положення України в московській метрополії. Назва міцно закріплена і консервує цей статус, у тому числі й упродовж перших 25 років політичної незалежності України від Росії. Про географічний парадокс «південний захід знаходиться на півночі» мова йшла в багатьох новинах. У керівництві «Укрзалізниці» визнають причетність Російської імперії до назви залізниці: 
"Зауваження стосовно невідповідності назви зазначеної філії її географічному розташуванню є дійсно слушним, зважаючи, що історичне коріння присвоєння магістралі назви сягає монархічних часів дореволюційної Російської імперії. «Таку „назву“ залізниця отримала через географічне розташування стосовно столиці Російської імперії (початок існування Південно-Західної залізниці було покладено 07 червня (25 травня) 1870 року, задовго до утворення Радянського Союзу після революції 1917 року)».
Але зміна назви не на часі, за словами керівництва УЗ, адже є більш актуальні проблеми — не вистачає коштів для оновлення основних засобів та рухомого складу, за наявності боргових зобов'язань. Регіональна філія ПАТ УЗ, яка називається «Південною», обслуговує переважно Харківську, Полтавську та Сумську області — географічно Північний-схід та Центр України.

## Демографічна ситуація

Українці в Україні за переписом 2001 року.

Північна України — край, до якого відносять території сучасних Житомирської, Київської, Сумської і Чернігівської областей. Це регіон високого культурного, релігійного і промислового значення, на його території розташовується столиця України місто Київ. Містами обласного значення в цьому регіоні є Чернігів, Житомир, Суми, районного значення — Біла Церква, Переяслав, Березань, Бориспіль, Бровари, Васильків, Фастів, Ірпінь, Славутич, Ромни, Глухів, Шостка, Ніжин, Прилуки, Тростянець тощо.
Близькість до білоруської межі наклала на національний склад регіону свій відбиток. Серед населення досить багато білорусів. Також багато євреїв (у Київській області), поляків (у Житомирській області). Київ також є багатонаціональним містом. На території Північного регіону України використовуються для спілкування російська і українська мови, також змішана російсько-українська мова (суржик). Північно-західні (поліські) частини регіону раніше зазнали впливу білоруської мови.

## Найбільші міста
- Київ
- Чернігів
- Суми
- Житомир
- Біла Церква
- Конотоп
- Славутич